# Ceratopogon elevatus
Ceratopogon elevatus är en tvåvingeart som beskrevs av Art Borkent och Eileen D. Grogan 1995. Ceratopogon elevatus ingår i släktet Ceratopogon och familjen svidknott.
Artens utbredningsområde är Österrike. Inga underarter finns listade i Catalogue of Life.